# 마샤두나비박쥐
마샤두나비박쥐(Glauconycteris machadoi)는 애기박쥐과에 속하는 박쥐의 일종이다. 앙골라에서만 발견된다. 자연 서식지는 아열대 또는 열대 기후 지역의 습윤 저지대 숲이다.

## 특징
작은 박쥐로 몸길이는 105mm, 전완장은 46mm이다. 꼬리 길이는 48mm, 발 길이는 8.5mm, 귀 길이는 13mm이다.

## 생태
먹이는 곤충이다.

## 분포 및 서식지
앙골라 중동부 지역에서 포획된 암컷 표본만이 알려져 있다. 콩과의 브라키스테기아속 나무와 줄베르나르디아속 나무가 우점종인 미옴보 숲에서 서식한다.